# Adam Braz
Pour les articles homonymes, voir Braz.
Adam Braz est un joueur de soccer international canadien né le 7 juin 1981 à Montréal. Après y avoir joué comme défenseur, il intègre l'encadrement et est directeur technique de l'Impact de Montréal de 2014 à 2018.

## Carrière de joueur
Avant de commencer sa carrière professionnelle, Braz s'aligne avec l'équipe de l'Université Fairfield du Connecticut de 1999 à 2001. En 2000, son équipe, les Stags se classe au 15e rang au niveau universitaire américain.
Il commence sa carrière professionnelle, en 2002 avec l'Impact de Montréal. L'année suivante, il joue pour le Västerås SK FK, un club de 2e division en Suède. En 2004, il revient avec l'Impact de Montréal, qui remporte le championnat. Il reste avec l'équipe jusqu'en 2006. En 2007, il rejoint le Toronto FC qui joue dans la Major League Soccer. Après une saison avec le Toronto FC, il revient pour un troisième séjour avec l'Impact de Montréal pour la saison 2008.
Depuis juillet 2005, Braz s'aligne également avec l'équipe du Canada de soccer.

## Conversion
Début 2011, il décide d'interrompre sa carrière de joueur à 29 ans alors qu'il vient d'être opéré de la hanche. Le 14 mars 2011, il rejoint alors le staff technique de l'Impact de Montréal en tant que gérant d'équipe.
Il quitte l'organisation de l'Impact en février 2014 pour se consacrer à l'entreprise familiale. Il la retrouve le 24 novembre 2014 en devenant directeur technique du club à la suite du départ de Matt Jordan. Le 5 novembre 2018, il est mis fin, à l'amiable, à ses fonctions de directeur technique

## Statistiques en carrière
| Club               | année | pj  | pd  | MIN   | B | P | PTS | C  | E |
| ------------------ | ----- | --- | --- | ----- | - | - | --- | -- | - |
| Impact de Montréal | 2002  | 20  | 17  | 2554  | 0 | 0 | 0   | 4  | 0 |
| Västerås SK FK     | 2003  | 26  | 24  | --    | 0 | 0 | 0   | 6  | 0 |
| Impact de Montréal | 2004  | 18  | 17  | 1420  | 0 | 0 | 0   | 3  | 1 |
| Impact de Montréal | 2005  | 20  | 16  | 1458  | 0 | 2 | 2   | 7  | 1 |
| Impact de Montréal | 2006  | 24  | 22  | 1914  | 0 | 1 | 1   | 6  | 0 |
| Toronto FC         | 2007  | 13  | 9   | 773   | 0 | 0 | 0   | 5  | 0 |
| Impact de Montréal | 2008  | 19  | 17  | 1496  | 0 | 1 | 4   | 4  | 2 |
| Impact de Montréal | 2009  | 22  | 18  | 1690  | 0 | 1 | 3   | 7  | 0 |
| Impact de Montréal | 2010  | 22  | 14  | 1227  | 0 | 1 | 0   | 5  | 0 |
| Impact de Montréal | 2011  |     |     |       |   |   |     |    |   |
| Total Toronto FC   |       | 13  | 9   | 773   | 0 | 0 | 0   | 5  | 0 |
| Total Impact       | ----  | 145 | 121 | 10849 | 0 | 6 | 17  | 36 | 4 |
| Total USL          | ----  | 145 | 121 | 10849 | 0 | 6 | 17  | 36 | 4 |
| Total carrière     | ----  | 158 | 130 | 11632 | 0 | 6 | 17  | 41 | 4 |